# Erasmo Esteves (álbum)
Erasmo Esteves é o trigésimo álbum de estúdio e primeiro álbum póstumo do músico brasileiro Erasmo Carlos lançado em 3 de maio de 2024. O álbum contém canções compostas por Erasmo e gravadas nas vozes dos artistas: Gaby Amarantos, Marina Sena, Rubel, Emicida, Tim Bernardes, Russo Passapusso, Xênia França, Chico Chico, Jota.pê, Teago Oliveira e Sebastião Reis. Todas as 9 faixas do álbum que contém participações se tornaram singles.
A missão de conclusão e finalização do álbum ficou por conta dos filhos de Erasmo, Léo Esteves e Gil Eduardo. A produção musical do álbum foi dirigida por Marcus Preto e Pupillo. O objetivo deste projeto é reverenciar o legado e a memória musical do artista e apresentá-lo para as novas gerações.

## Singles
"A Menina da Felicidade", com a participação de Gaby Amarantos, é o lead-single lançado em 24 de novembro de 2023.
"Erasmo Esteves (Tijuca Maluca)", com Rubel e Emicida, lançada como segundo single em 4 de maio de 2024 .
"Assim Te Vejo Em Paz", conta com a participação de Jota.pê, lançada como terceiro single em  7 de maio de 2024.
"Minha Bonita Primavera", colaboração com Tim Bernardes, lançada como quarto single em 9 de maio de 2024.
"Dane-se (Dance)", com o Russo Passapusso, lançada como quinto single em 14 de maio de 2024.
"Na Memória Dos Caras Tortas", colaboração com Chico Chico, lançada como sexto single em 16 de maio de 2024.
"Frágil", com Teago Oliveira, lançada como sétimo single em em 21 de maio de 2024.
"Esquisitices" com Marina Sena é o oitavo single do álbum, lançado em 23 de maio de 2024.

## Lista de faixas
Todas as faixas escritas e compostas por Erasmo Carlos. Todas as faixas são produzidas por Marcus Preto e Pupillo. 
| Erasmo Esteves — Edição padrão |                                                         |         |  |
| N.º                            | Título                                                  | Duração |  |
| 1.                             | "Erasmo Esteves (Tijuca Maluca)" (com Rubel e Emicida)  | 4:34    |  |
| 2.                             | "Assim Te Vejo Em Paz" (com Jota.pê)                    | 3:29    |  |
| 3.                             | "A Menina da Felicidade" (com Gaby Amarantos)           | 3:24    |  |
| 4.                             | "Minha Bonita"                                          | 1:00    |  |
| 5.                             | "Minha Bonita Primavera" (com Tim Bernardes)            | 3:22    |  |
| 6.                             | "Foi-se"                                                | 0:49    |  |
| 7.                             | "Dane-se (Dance)" (com Russo Passapusso)                | 4:12    |  |
| 8.                             | "Jaz Malandro"                                          | 0:37    |  |
| 9.                             | "Na Memória dos Caras Tortas" (com Chico Chico)         | 3:45    |  |
| 10.                            | "Frágil" (com Teago Oliveira)                           | 2:33    |  |
| 11.                            | "Esquisitices" (com Marina Sena)                        | 3:03    |  |
| 12.                            | "Que Assim Seja (Também Distante)" (com Sebastião Reis) | 4:26    |  |
| 13.                            | "Ouça Tudo"                                             | 0:22    |  |
| 14.                            | "Nossos Corações" (com Xênia França)                    | 3:54    |  |
| Duração total:                 | Duração total:                                          | 39:35   |  |

## Recepção
Na opinião do crítico musical Mauro Ferreira, o álbum póstumo de Erasmo Carlos oscila entre esboços e algumas boas canções.

## Histórico de lançamento
| País   | Data               | Formato(s)                 | Gravadora | Ref.   |
| ------ | ------------------ | -------------------------- | --------- | ------ |
| Vários | 03 de maio de 2024 | Download digital streaming | Som Livre | [ 20 ] |